# Jean Espilondo

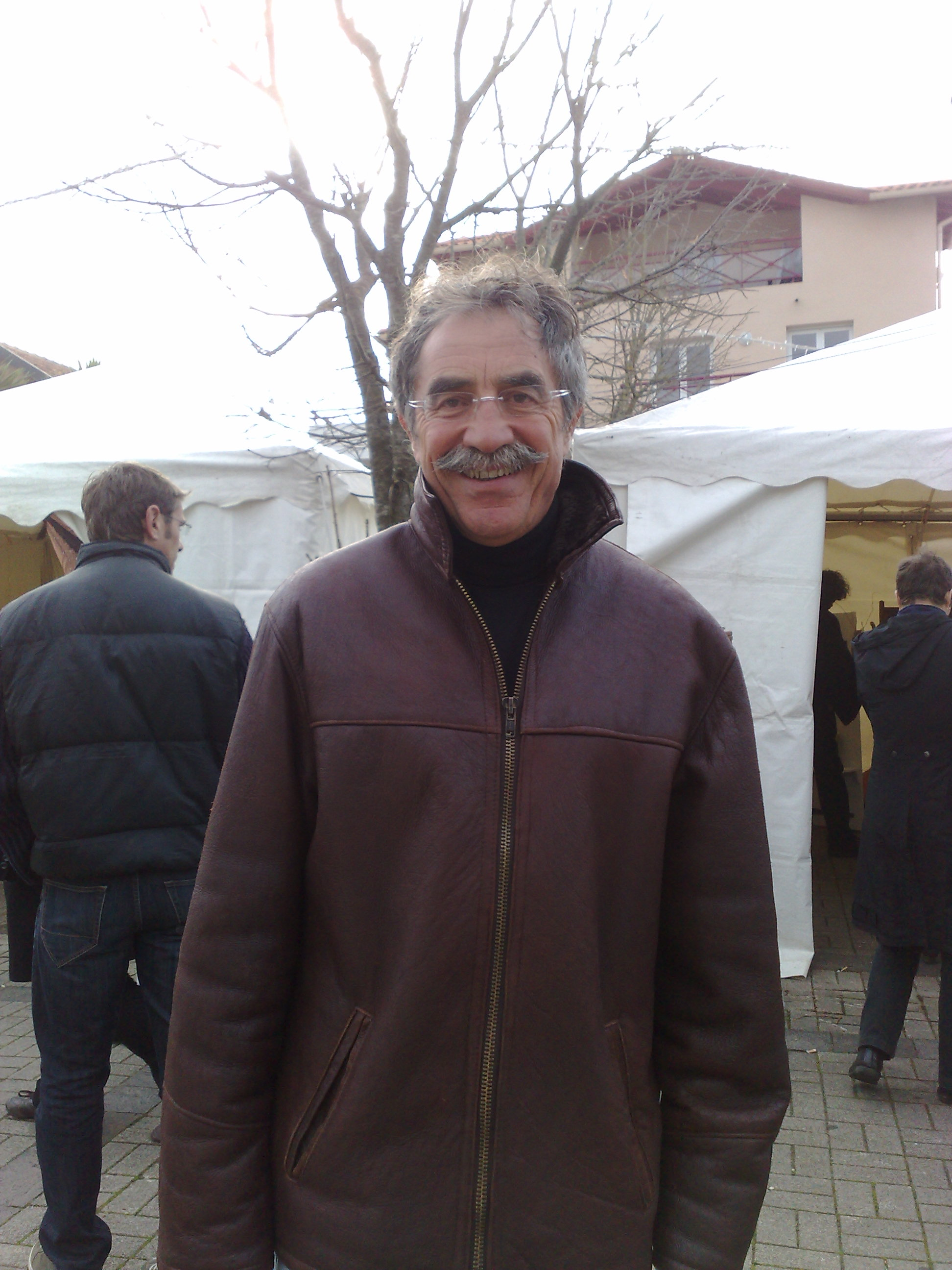
J. Espilondo

Jean Espilondo (Maule-Lextarre, Zuberoa, País Basc, 11 de gener de 1948) és un polític basc del Partit Socialita. Professionalment ha exercit d'inspector d'hisenda. A les eleccions legislatives de 1997 fou el suplent de la candidata Nicole Péry, escollida diputada per la 5a circumscripció dels Pirineus Atlàntics que abandonà el càrrec en ser nomenada Secretària d'Estat ocupant així l'escó a l'Assemblea Nacional francesa Jean Espilondo del maig de 1998 fins a la fi de la legislatura el juny de 2002. Ha estat regidor a l'Ajuntament d'Anglet des de 1989 fins que a les eleccions municipals de 2008 "Servir Anglet", la candidatura unitària de l'esquerra que ell lidearava, aconseguí el govern municipal i Espilondo es convertí en alcalde. A més, també va ser escollit conseller general pel cantó d'Anglet-Nord al Consell General dels Pirineus Atlàntics el 1998 i el 2004.
Sovint des d'entorns propers al basquisme s'ha acusat Espilondo de "jacobinisme" per la seva contundent oposició a les demandes del basquisme a Iparralde. És un conegut detractor de la proposta de creació d'un departament propi pel País Basc del Nord i va oposar-se frontalment a la consulta sobre la qüestió de la institucionalització d'Iparralde que va dur a terme la plataforma Batera el 14 de març de 2010.